# Luciano Cipriani
Luciano Cipriani (Córdoba, Argentina; 20 de febrero de 1981) es un futbolista argentino. Juega de delantero y su club actual es SC Pacífico que disputa el Torneo Argentino B.

## Trayectoria
Cipriani es un jugador que ha desarrollado su carrera en el fútbol de ascenso de argentina en variados clubes incluso teniendo un pequeño paso de meses por el Nocerina de la Serie D de Italia. Previo marcó uno de los goles del ascenso para Independiente Rivadavia de Mendoza, para subir al Nacional B. A mediados del 2009 llegó a Santiago Wanderers, club que luchaba por el ascenso a la primera división de Chile. Finalmente tuvo un paso por chile donde convirtió dos goles, uno válido por la Copa Chile y otro en la última fecha del Clausura, donde Santiago Wanderers consigue su ascenso a primera división y decide renovar su plantel.
Tras su paso por Chile regresa a Argentina, al Deportivo Merlo para asumir la segunda parte de la campaña 2009/2010 del fútbol de ascenso. En el 2010 juega en Sarmiento de Junín y en el año 2011 en Estudiantes (BA) de Argentina. A mitad de dicho año es transferido a San Telmo. En 2012 se convirtió en jugador de Barracas Central.

## Clubes
| Club                    | País      | Años          |
| ----------------------- | --------- | ------------- |
| Belgrano (C)            | Argentina | 2002 - 2003   |
| Central Norte           | Argentina | 2004 - 2005   |
| Lujan de Cuyo           | Argentina | 2005 - 2006   |
| Independiente Rivadavia | Argentina | 2006 - 2007   |
| Nocerina                | Italia    | 2007          |
| Gimnasia y Esgrima (M)  | Argentina | 2008          |
| Defensores de Belgrano  | Argentina | 2008 - 2009   |
| Santiago Wanderers      | Chile     | 2009          |
| Deportivo Merlo         | Argentina | 2010          |
| Sarmiento de Junín      | Argentina | 2010          |
| Estudiantes (BA)        | Argentina | 2011          |
| San Telmo               | Argentina | 2011 - 2012   |
| Barracas Central        | Argentina | 2012-2013     |
| SC Pacífico             | Argentina | 2013-presente |